# Nais kisui
Nais kisui är en ringmaskart som beskrevs av Sato, Ohtaka och Timm 2009. Nais kisui ingår i släktet Nais och familjen glattmaskar. Inga underarter finns listade i Catalogue of Life.